# Teufelsmeer

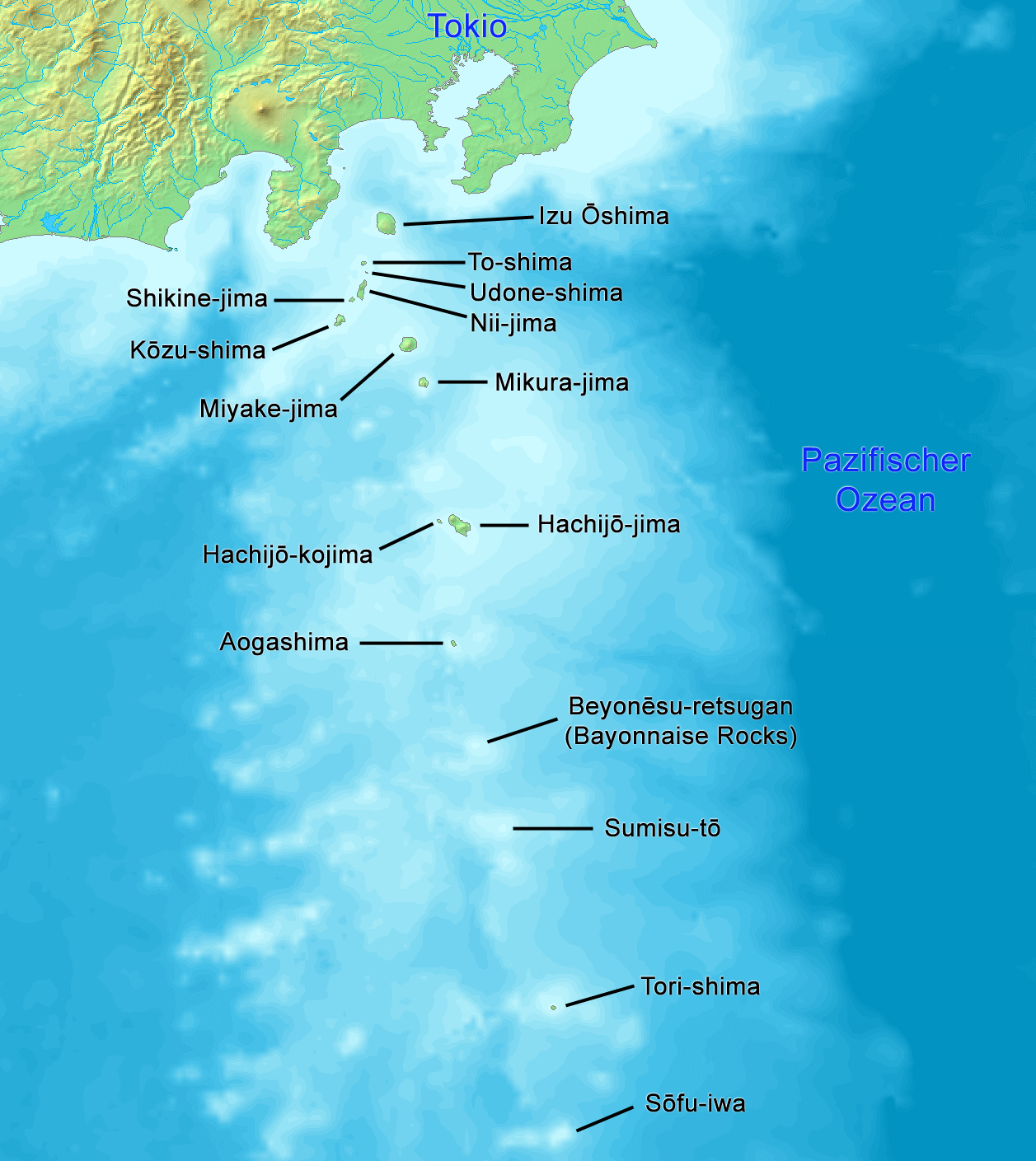
Karte der Izu-Inseln, Zentrum der Teufelsmeer-Sage

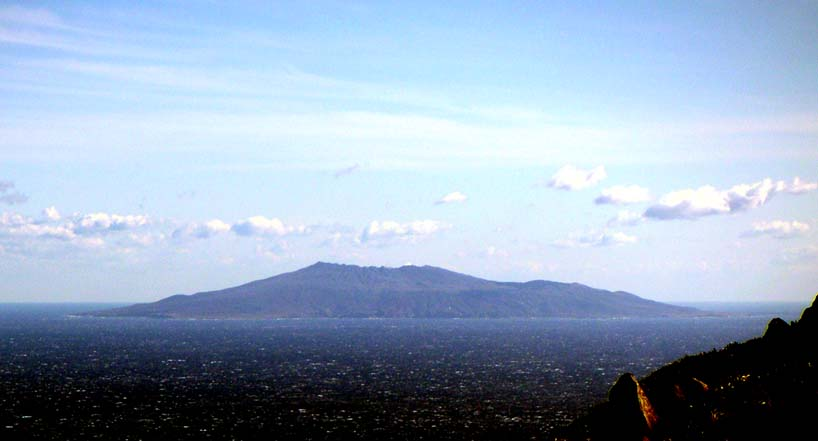
Blick von Kōzu-shima auf Miyake-jima, etwa 100 km südlich von Tokio

Das Teufelsmeer (jap. 魔の海, Ma no Umi), oder Drachendreieck (Dragon’s Triangle) ist ein Gebiet im Pazifik etwa 100 km südlich von Tokio bei der Miyake-Insel. Als eine Ecke des Dreiecks gilt die Insel Guam. Obwohl der Name Teufelsmeer von japanischen Fischern verwendet wird, erscheint er nicht auf Seekarten. 

## Bedeutung
Vor allem in den USA gilt das Teufelsmeer, ebenso wie das Bermudadreieck, als Ort, an dem Schiffe und Flugzeuge unter mysteriösen Umständen verschwinden. Japaner hingegen betrachten das Drachen-Dreieck nicht als mysteriöser oder gefährlicher als andere Meeresgegenden Japans.
Zu den Besonderheiten gehört vermutlich die Tatsache, dass das Bermudadreieck und das Teufelsmeer auf gleicher geographischer Breite und nahezu entgegengesetzter geographischer Länge liegen.
Zu den Phänomenen, die angeblich im Teufelsmeer stattfinden, zählen das Verschwinden von Schiffen und Flugzeugen sowie das Auftauchen von Geisterschiffen und UFOs; sogar das Verschwinden von Amelia Earhart wird mit dem Teufelsmeer in Verbindung gebracht.

## Charles Berlitz’ Behauptungen
Charles Berlitz behauptet in seinem Buch Das Bermudadreieck, Japan habe zwischen 1952 und 1954 fünf Militärschiffe mit insgesamt mehr als 700 Personen Besatzung verloren. Die japanische Regierung habe deshalb zur Erkundung des Teufelsmeers über hundert Wissenschaftler auf einem Forschungsschiff losgeschickt, das ebenfalls verschwunden sei. Japan habe das Gebiet erst für gefährlich, dann zur verbotenen Zone erklärt. 
Laut Larry Kusches Nachforschungen waren die Militärschiffe Fischerboote, von denen einige 1000 km südlich des Teufelsmeers, bei Iwojima verschwanden. Um Japan herum seien zu dieser Zeit jedes Jahr hunderte Fischerboote vermisst worden.
Das von Berlitz benannte Forschungsschiff, die Kaiyo Maru No 5 mit 31 Personen an Bord, überwachte die Aktivität des Unterwasservulkans Myojin-sho ungefähr 300 km südlich des Drachen-Dreiecks und wurde vermutlich bei dessen Ausbruch am 24. September 1952 zerstört.

## Jüngere Vorfälle
Ein Flugzeug vom Typ Boeing C-97 der  United States Air Force verschwand am 22. März 1957 mit 67 Soldaten spurlos.
Zwischen Januar 1969 und Februar 1970 sanken im Teufelsmeer drei große japanische Frachtschiffe (5. Januar 1969: Bolivar Maru; 7. Februar 1970: Antonio Demades; 10. Februar 1970: California Maru). Eine Untersuchungskommission stellte später fest, dass hierfür Konstruktionsmängel der alle im Rahmen eines staatlich beschleunigten Großschiffbauprogramms minderwertig gebauten Schiffe verantwortlich war.
Wenn ein Taifun im Teufelsmeer tobt, kann sich die See zu 10 Meter hohen Wellen auftürmen. Dieses Unwetter kann auch für moderne, große Frachtschiffe gefährlich werden. So sank am 9. September 1980 der Frachter Derbyshire vor der Ostküste von Okinawa in einem Taifun.
Der Untergang blieb zunächst rätselhaft; doch eine 1994 von Paul Lambert durchgeführte Untersuchung kam zu dem Ergebnis, dass der Frachter in der unruhigen See wegen eines Konstruktionsfehlers gesunken und die 44-köpfige Besatzung ertrunken ist.